# Tessa Stammberger
Tessa Stammberger (* 25. Mai 1993 in Wolfenbüttel) ist eine kanadisch-deutsche Basketballspielerin.

## Laufbahn
Die Tochter von Anna Stammberger und Schwester von Sven Stammberger lebte bis zu ihrem zehnten Lebensjahr in Deutschland und wuchs danach in Kanada auf, zunächst in Kensington auf der Prince Edward Island, dann in Halifax. Von 2011 bis 2016 spielte die 1,80 Meter große Flügelspielerin an der Dalhousie University in Halifax, ihre Trainerin dort war ihre Mutter.
2017 wechselte Stammberger zum TK Hannover in die 1. Damen-Basketball-Bundesliga. Nach fünf Jahren in der niedersächsischen Landeshauptstadt, in der sie neben ihrer Tätigkeit als Spielerin auch Trainerin im Jugendbereich war, wechselte Stammberger im Sommer 2022 zum Bundesliga-Aufsteiger Alba Berlin. Mit Berlin wurde sie 2024 deutsche Meisterin.